# Dugo Selo (Zagreb)
Dugo Selo (Hongaars: Dugoszelo) is een stad in de Kroatische provincie Zagreb.

## Geografie
Dugo Selo ligt op 20 kilometer afstand van de stad Zagreb. De stad beslaat een gebied van ongeveer 51 vierkante kilometer. In het noordelijk deel van de stad ligt de berg Martin Breg waarop de meeste wijken zijn gebouwd.
Steden (gradovi): Dugo Selo · Ivanić Grad · Jastrebarsko · Samobor · Sveta Nedelja · Sveti Ivan Zelina · Velika Gorica · Vrbovec · Zaprešić

Gemeenten (općine): Bedenica · Brdovec · Brckovljani · Bistra · Dubrava · Dubravica · Farkaševac · Gradec · Jakovlje · Klinča Sela · Kloštar Ivanić · Krašić · Kravarsko · Križ · Luka · Marija Gorica · Orle · Pisarovina · Pokupsko · Preseka · Pušća · Rakovec · Rugvica · Stupnik · Žumberak